# Ladybird Ladybird
Ladybird Ladybird è un film del 1994 diretto da Ken Loach.

## Trama
Nella Londra del 1987, in piena era conservatrice, vive nella periferia londinese Maggie Conlan, una proletaria che in seguito ad un'infanzia difficile, in cui ha subito violenze ed abusi da parte dei genitori, è diventata una donna adulta depressa ed instabile, che a causa dei propri problemi mentali, si è messa vicino altri uomini disturbati, con i quali ha avuto relazioni amorose finite male, dalle quali però sono nati dei bambini che le sono stati tolti dai servizi sociali, che l'hanno considerata  poco affidabile e di livello culturale troppo basso per allevarli personalmente. Inoltre Maggie per sopravvivere, alterna vari lavori , quali operaia, cuoca e cantante. Tutto per portare soldi a casa, vivendo in uno stato di perenne stress da lavoro. Tuttavia, un giorno la sua vita migliora dopo l'incontro con Jorge Aureliano, da lei soprannominato George, un rifugiato politico paraguayano colto e gentile, che la conosce in un pub londinese dove si esibisce come cantante, e dopo una chiacchierata alla fine del concerto fa amicizia con lei.
Dopo quella sera i due si rivedono, e Maggie racconta la sua storia drammatica fatta di un passato violento e brutale, mentre Jorge le racconta della sua fuga dal Paraguay governato dal dittatore Alfredo Stroessner, che ha ucciso ed incarcerato molti suoi amici e parenti. Dopo questo incontro decidono di frequentarsi assiduamente, e Jorge decide di aiutarla a superare i suoi problemi, e successivamente decide di fidanzarsi con lei. I due decidono di andare a convivere, e dalla loro relazione nascono due bambine, amate e coccolate da entrambi. Purtroppo, a causa di una segnalazione fasulla di un vicino, i servizi sociali decidono di fare un controllo a sorpresa e, visti i lievi problemi caratteriali di Maggie e i problemi con il governo paraguayano di Jorge (che, pur essendo un rifugiato politico non è un cittadino britannico), le bambine le vengono tolte dai servizi sociali. Jorge e Maggie decidono allora di lottare insieme per riaverle ed organizzano una protesta per far sì che i servizi sociali aiutino le famiglie in difficoltà economica, senza dividere i figli dai propri genitori.

## Riconoscimenti
- 1994 - Semana Internacional de Cine de Valladolid
  - Premio per il miglior attore (Vladimir Vega)